# トム・ピリビ
「トム・ピリビ」(Tom  Pillibi) は、ジャクリーヌ・ボワイエが歌い、1960年の第5回ユーロビジョン・ソング・コンテストで優勝したフランス語の歌。日本ではNHKの『みんなのうた』を通して紹介された。日本では「トンピリビ」とも表記される。

## ユーロビジョン・ソング・コンテスト
1960年の第5回ユーロビジョン・ソング・コンテストにおいて、この曲はくじ引きで決まった順番に従い、一番後の13番目に（イタリア代表だったレナート・ラシェル の "Romantica" に続いて）演奏された。投票の結果、32ポイントを集め、1958年の第3回でアンドレ・クラボーが歌った「お休み恋人よ (Dors, mon amour)」に次ぐ、フランスにとって2つ目のユーロビジョン・ソング・コンテスト優勝曲となった。
この歌は、やや速めのテンポで、女性の歌い手が彼女の恋人である曲の題名になっている人物（トム・ピリビ）について語るものである。歌い手は、主人公の物質的な富（ふたつの城、船、ほかの女性も彼に夢中...）について語った上で、「たったひとつの欠点」は、彼が「...というくらいの大嘘つき」だと述べて、そこまでに述べていたことはみんな嘘だと明かす。それでも、歌い手は、彼のことを愛している、と歌って締めくくられる。
コンテストの歴史の中でやがて一般的になっていくように、この歌にも英語版が作られたが、その内容は、原曲と同じ人物についてのものではあるが、印象はかなり異なっている。英語版の主人公トムは、強引な女たらしで、まったく信用できない人物になっている。おそらくは、こうした仏英版の食い違いが災いしたのであろう。ユーロビジョン・ソング・コンテストの歴史について著されたデス・マンガン (Des Mongan) の本は、この歌について「2つの城と2隻の船をもつ、おおよそ不埒な男がいるが、彼女はそれでも彼が好きなのだ」と記し、この問題をさらにこじれさせてしまった。なお、ボワイエは、同じ題名でドイツ語版も録音している。
この曲が優勝した翌年、1961年の第6回ユーロビジョン・ソング・コンテストでは、ルクセンブルク代表として出場したジャン＝クロード・パスカルが歌った「二人は恋人 (Nous les amoureux)」が優勝した。
フランス代表として、この曲の翌年に歌われたのは、ジャン＝ポール・モーリクの「Printemps, avril carillonne」であった。

## 日本への紹介
この曲には、日本語の歌詞が付けられ、NHK『みんなのうた』で前後2回、異なる歌詞で取り上げられた。まず1961年に、ダーク・ダックスの訳詞・歌唱によるものが放送された。同じ1961年に、ダーク・ダックスのシングル『すずらん』（キングレコード、規格品番：EB-7027）のB面に「トンピリビ」の曲名で収録された。このバージョンは、原曲の歌詞に見える地名（スコットランドを意味する「エコース」とモンテネグロを指す「モントネグロ」）がそのまま訳出されているものの、主人公トム・ピリピが実は嘘つきだというオチは表現されていない。
1965年には水野汀子の訳詞、ペギー葉山の歌唱によるものが放送された。こちらでは、原曲と同様に、歌詞の3番で主人公が「大ボラ吹き」であることが明かされる。
なお映像は双方とも中原収一製作となっているが、1965年版は1961年版と同じ映像か、あるいは新撮かは一切不明。
水野汀子の訳詞版は1974年に高校の、1975年に中学校の音楽教科書に掲載された。
水野汀子の訳詞版はビリー・バンバン、皆川おさむ、天地総子、塩野雅子、鮫島有美子、速水けんたろう & 茂森あゆみなどにカバーされている。
ダーク版・水野版とも『みんなのうた』では「みんなのうた発掘プロジェクト」によって音声は提供されたが、映像は双方とも提供されていない。なお2022年1月10日にNHK-FM放送で放送された『今日は一日みんなのうた三昧』では水野版が放送された。